# 25074 Honami
25074 Honami este un asteroid din centura principală de asteroizi.

## Descriere
25074 Honami este un asteroid din centura principală de asteroizi. A fost descoperit pe 19 august 1998 la Socorro, New Mexico, în cadrul proiectului LINEAR. Asteroidul prezintă o orbită caracterizată de o semiaxă mare de 2,34 ua, o excentricitate de 0,17 și o înclinație de 5,9° în raport cu ecliptica.